# Eugraphe nubila
Eugraphe nubila là một loài bướm đêm trong họ Noctuidae.